# Cinco Olivas
Cinco Olivas es un municipio español en la Ribera Baja del Ebro, provincia de Zaragoza, Aragón. Tiene un área de 1,12 km².

## Toponimia
El nombre del municipio, según Joaquín Caridad Arias, no tiene ninguna relación con el numeral cinco ni con el fruto del olivo, sino que procede del celta. Su forma original sería *Cinc-ollivus y estaría compuesto de cinc- 'guerrero' y un nombre propio Ollivus (relacionado con el medieval Oliverio y el inglés Oliver, ambos de origen celta); significaría, pues, '(Lugar de) Olivo el guerrero'. Después de la romanización, cuando se había olvidado la lengua celta y nadie entendía el significado de ese nombre, los hablantes de latín y castellano lo modificaron para que tuviera sentido y lo convirtieron en "cinco olivas".

## Demografía
Cinco Olivas cuenta con una población de 102 habitantes (INE 2024).
| Gráfica de evolución demográfica de Cinco Olivas entre 1842 y 2021                                                  |
| |
| Población de derecho según los censos de población del INE Población de hecho según los censos de población del INE |

## Administración y política
| Período   | Alcalde                | Partido |  |
| --------- | ---------------------- | ------- |  |
| 1979-1983 | Jesús Tejel Palacios   | UCD     |  |
| 1983-1987 |                        |         |  |
| 1987-1991 |                        |         |  |
| 1991-1995 |                        |         |  |
| 1995-1999 |                        |         |  |
| 1999-2003 |                        |         |  |
| 2003-2007 |                        |         |  |
| 2007-2011 | Felisa Salvador Alcaya | PSOE    |  |
| 2011-2015 | Felisa Salvador Alcaya | PSOE    |  |
| 2015-2019 | Felisa Salvador Alcaya | PSOE    |  |

| Partido político    | Partido político                                   | 2003   | 2007   | 2011   | 2015   |
| Partido político    | Partido político                                   | Ediles | Ediles | Ediles | Ediles |
|                     | Partido de los Socialistas de Aragón (PSOE-Aragón) | 5      | 5      | 5      | 3      |
|                     | Partido Aragonés (PAR)                             | —      | —      | —      | 2      |
|                     | Chunta Aragonesista (CHA)                          | —      | —      | —      | —      |
|                     | Partido Popular de Aragón (PP)                     | —      | —      | —      | —      |
| Total de concejales | Total de concejales                                | 5      | 5      | 5      | 5      |

## Patrimonio
Se pueden apreciar varios monumentos, entre ellos una iglesia barroca, molino aceitero y un fortín datados del siglo XVI.

## Fiestas
Sus fiestas mayores se celebran en febrero, San Blas. Las fiestas menores se celebran en agosto.